# 八頭高校前駅
八頭高校前駅（やずこうこうまええき）は、鳥取県八頭郡八頭町久能寺にある、若桜鉄道若桜線の駅。

## 歴史
- 1996年（平成8年）10月1日：若桜鉄道の駅として、郡家駅 - 因幡船岡駅間に新設開業[1][2]。
- 2020年（令和2年）8月：上屋を木造風に改修[3][4][5]。

## 駅構造
若桜方面に向かって左側に単式1面1線のホームを持つ地上駅（停留所）。駅舎はなく、直接ホームに入る形の無人駅であるが、八頭高等学校前の個人商店で乗車券の販売を行っているため、簡易委託駅の扱いを受ける。自動券売機や乗車証明書発行機、便所は設置されていない。2020年に若桜鉄道の観光列車のデザインを担った水戸岡鋭治による監修で改修された。

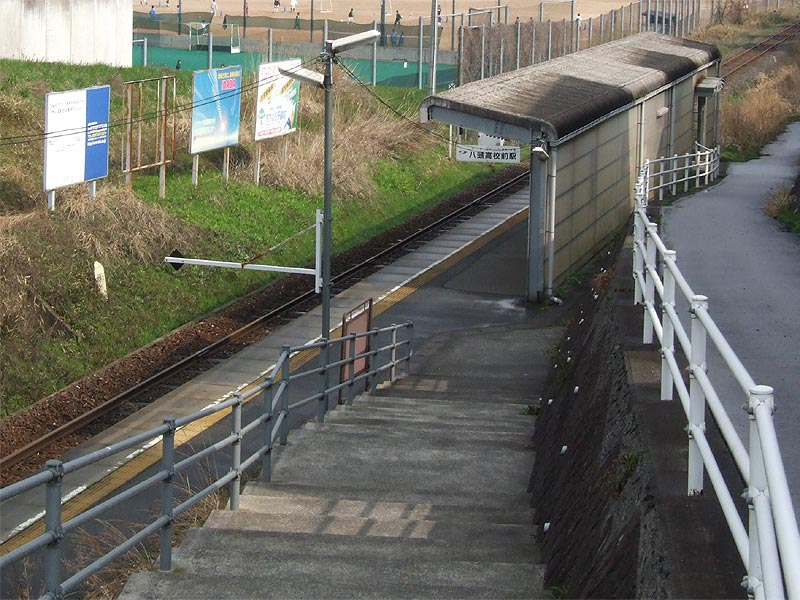
駅入口から（2008年4月、リニューアル前）
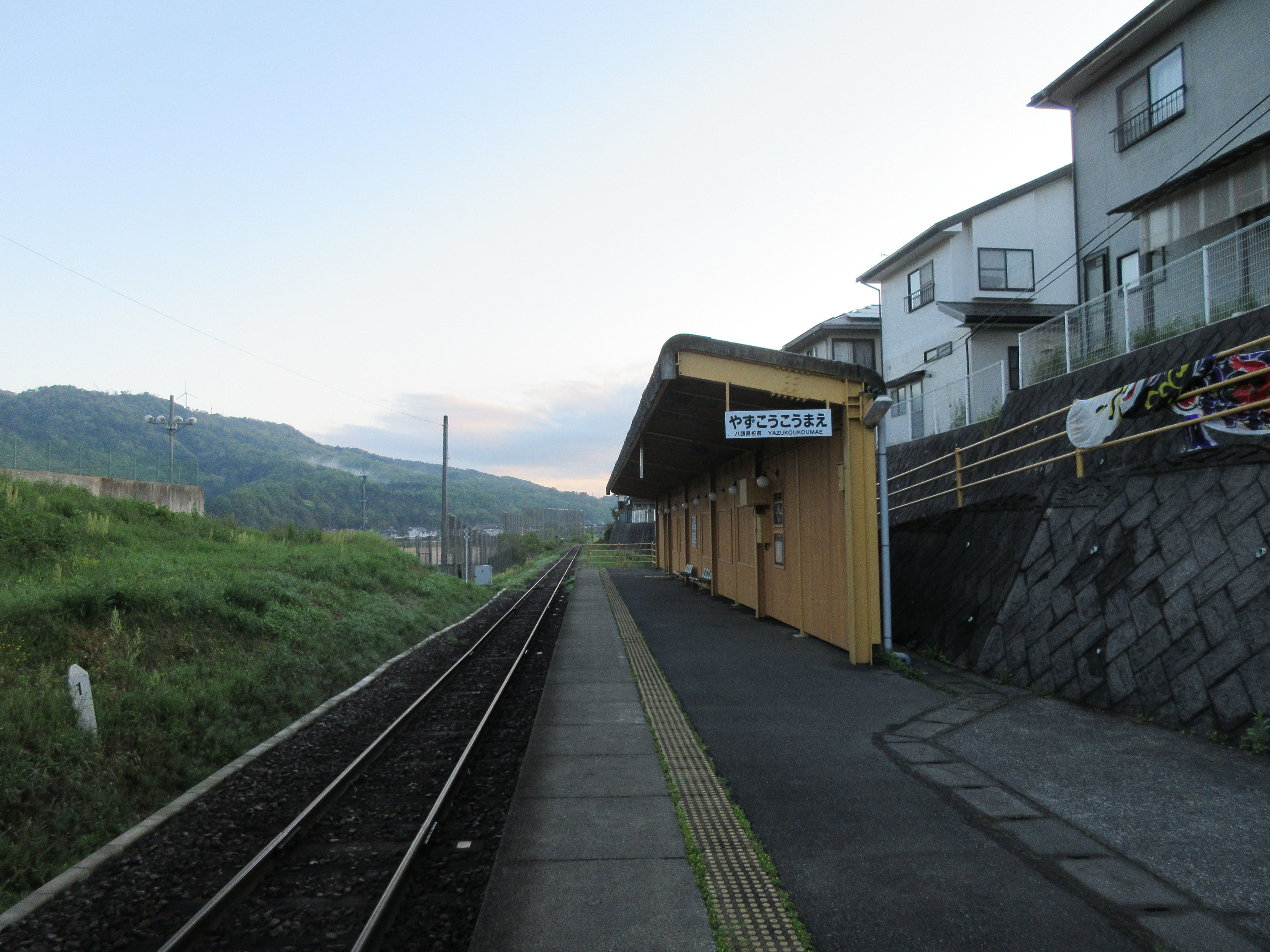
ホーム（2021年5月、リニューアル後）

## 利用状況
1日の平均乗降人員は以下の通りである。
| 乗降人員推移 | 乗降人員推移 |
| 年度         | 1日平均人数  |
| ------------ | ------------ |
| 2011年       | 414          |
| 2012年       | 407          |
| 2013年       | 594          |
| 2014年       | 364          |
| 2015年       | 332          |
| 2016年       | 297          |
| 2017年       | 288          |
| 2018年       | 367          |

## 駅周辺
- 鳥取県立八頭高等学校
- 八頭町立郡家西小学校
- 鳥取県道32号郡家鹿野気高線

## 隣の駅
若桜鉄道
■若桜線
郡家駅 - 八頭高校前駅 - 因幡船岡駅